# شویانگ
شویانگ (به لاتین: Xuyong County) یک شهرستان در جمهوری خلق چین است که در لوجو واقع شده است.